# John Lewis (politiker)
John Robert Lewis, född 21 februari 1940 nära Troy, Alabama, död 17 juli 2020 i Atlanta, Georgia, var en amerikansk medborgarrättsaktivist och politiker (demokrat). Han representerade delstaten Georgias femte distrikt i USA:s representanthus från 1987 till sin död 2020.

## Biografi
Lewis utexaminerades 1961 från American Baptist Theological Seminary i Nashville. Han avlade 1967 ytterligare en kandidatexamen vid Fisk University i Nashville. Han var direktör för ACTION (en federal myndighet för samordning av alla USA:s statsunderstödda volontärverksamheter; existerade under det namnet till och med 1993) 1977–1980. Efter att ha deltagit i protestaktioner och medborgarrättsaktiviteter sedan unga år, blev han vida känd för sin roll som en av ledarna och organisatörerna av den brutalt nedslagna protestmarschen från Selma till Montgomery 1963 och han var även en av organisatörerna av Martin Luther Kings berömda "Frihetsmarsch" till Washington, D.C.

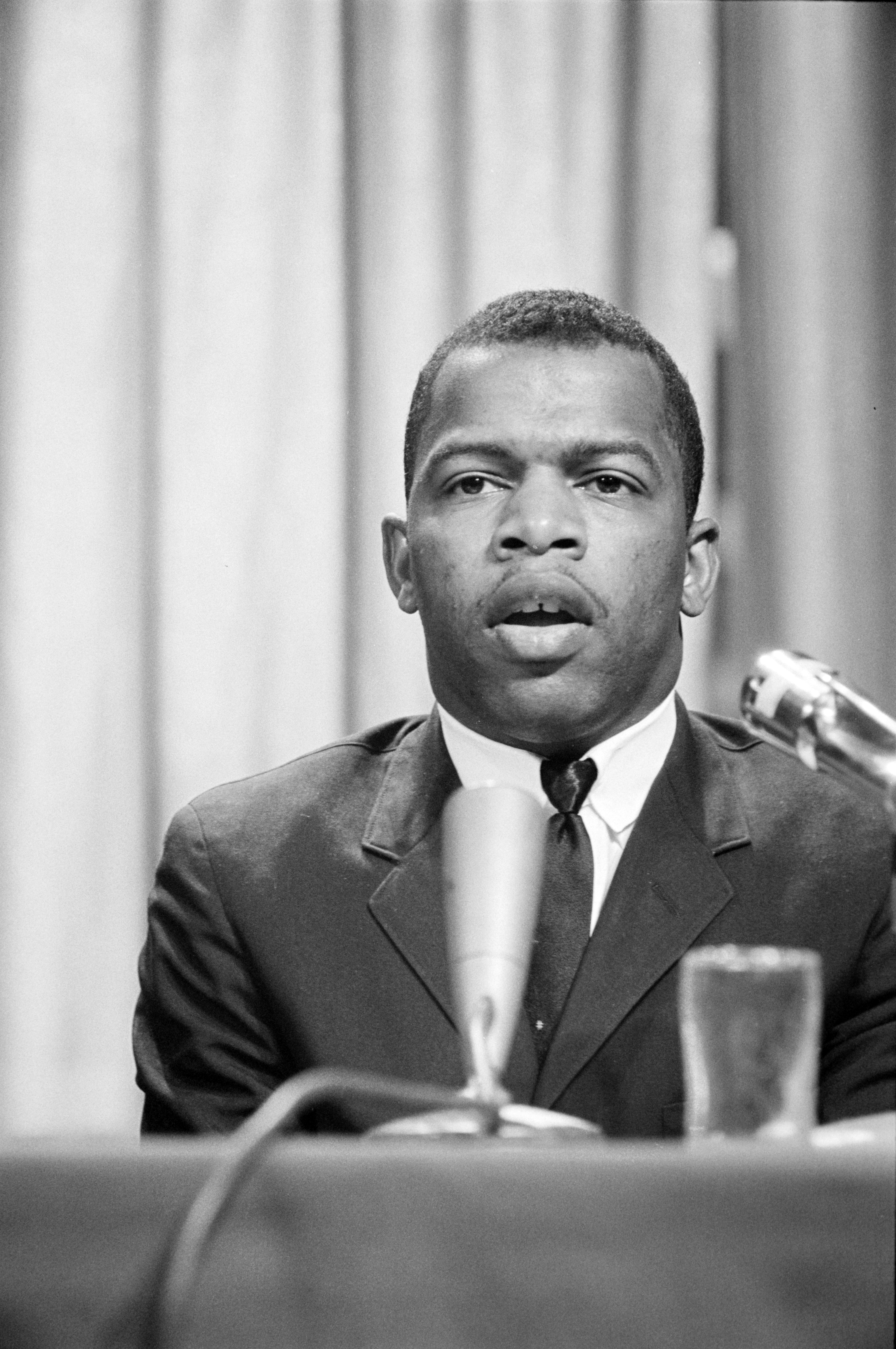
John Lewis 1964.

Lewis besegrade republikanen Portia A. Scott i kongressvalet 1986. Han omvaldes sedan 17 gånger.
Lewis gifte sig med Lillian Miles år 1968, tillsammans hade de en son. Lillian dog den 31 december 2012.
Den 29 december 2019 meddelade Lewis att han hade diagnostiserats med bukspottkörtelcancer.